# Kissisaari
Kissisaari är en ö i Finland. Den ligger i sjön Purmojärvi och i kommunen Kauhava i den ekonomiska regionen  Seinäjoki och landskapet Södra Österbotten, i den centrala delen av landet, 400 km norr om huvudstaden Helsingfors. Öns area är 0,2 hektar och dess största längd är 70 meter i nord-sydlig riktning.